# 1-й Добрынинский переулок
1-й Добры́нинский переу́лок — улица в центре Москвы в районах Замоскворечье и Якиманка между улицей Коровий Вал и 3-м Люсиновским переулком.

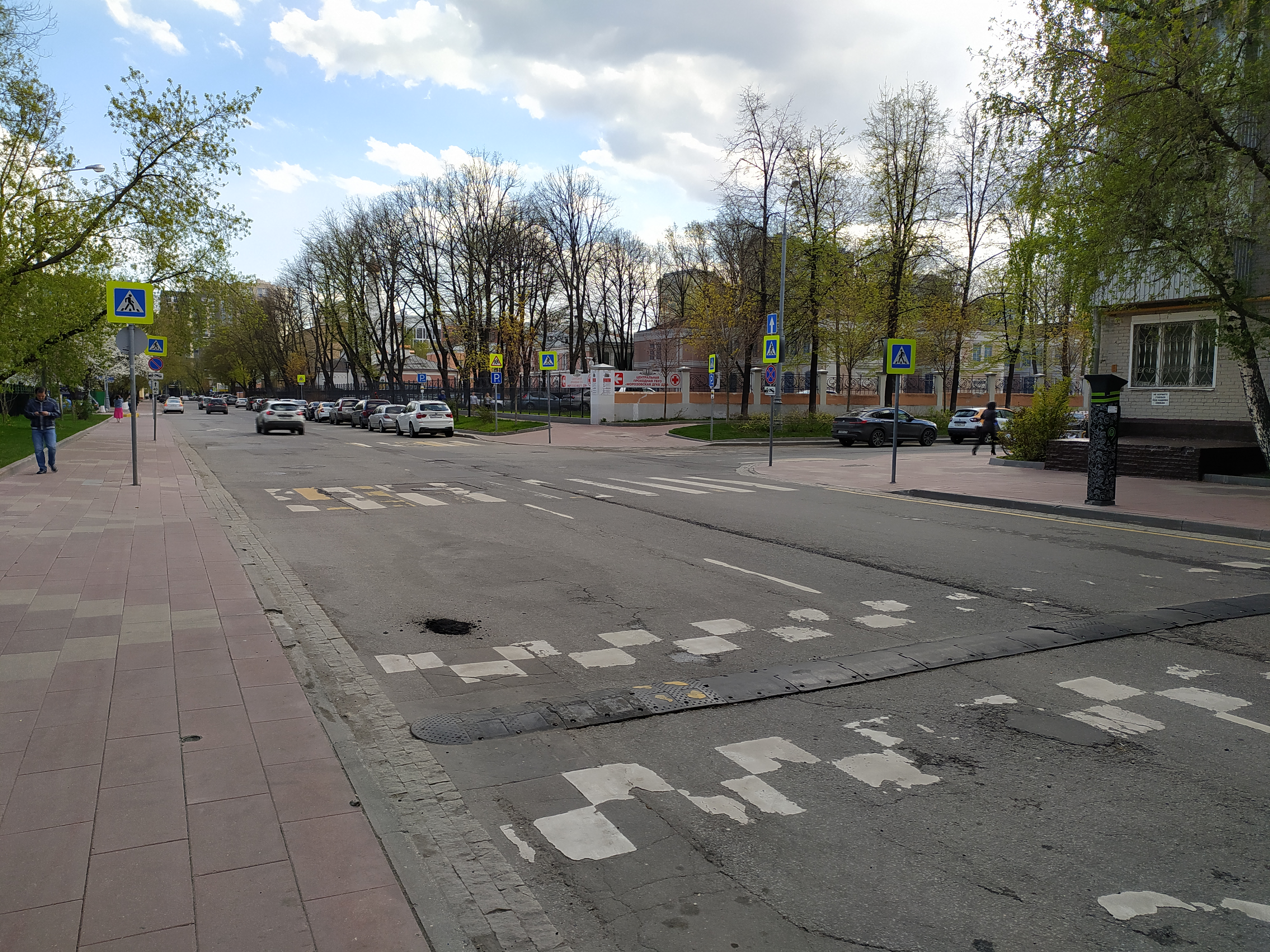
Вид на переулок со стороны Садового кольца

## История
До 1952 года Добрынинские переулки назывались Коровьими (под теми же порядковыми номерами). В конце XVIII века в этом районе находился Животинный или Скотопрогонный двор, на котором продавались главным образом коровы. Современное название переулки получили по Добрынинской площади (сейчас Серпуховская площадь).

## Описание
1-й Добрынинский переулок начинается от улицы Коровий Вал со внешней стороны Садового кольца, проходит на юг, слева к нему примыкает 1-й Люсиновский переулок, справа — 4-й Добрынинский, заканчивается на 3-м Люсиновском.

## Здания и сооружения

### По нечётной стороне
- № 9 — начальная школа-детский сад № 1638.

### По чётной стороне
- № 4/2 — Доходный дом Е. И. Коробовой 1910-х годов постройки (архитектор В. П. Десятов)[1][2]. Правительством Москвы была запланирована его реконструкция под офисный центр с увеличением площади на 900 м². Находилось в пользовании Колледжа малого бизнеса № 4, в октябре 2015 года было выставлено на торги. Снесён в 2020 году.